# Екзальтація
Екзальтація (лат. exaltatio — піднесення, надхнення) — піднесений настрій з відтінком неприродного захоплення.
Значною мірою посилене подразнення психічної сфери, яке проявляє себе то у вигляді замріяного настрою, то у вигляді безмежного натхнення. У психічних хворих проявляється у вигляді занадто сильного, хворобливого збудження, на першому плані якого виступають швидкий потік ідей та розповсюдження подразнення на центри мозку, відповідальні за рух.

## У літературі та кінематографі
У романі «Хмарний атлас» та його екранізації екзальтація означає, що фабрикант (клон) отримує «піднесення» своїх прав до рівня чистокровних шляхом отримання 12 зірок на свій нашийник.